# Леонов, Михаил Яковлевич
Лео́нов Михаи́л Я́ковлевич (4.08.1912—29.12.1992) — советский учёный-механик. Академик Академии наук Киргизской ССР (с 1961 года), профессор, доктор физико-математических наук.

## Биография
Родился в 1912 году в селе Головино (Армения) в семье деревенского плотника. В 1934 году окончил Московский инженерно-строительный институт, а в 1937 году — физико-математический факультет Днепропетровского университета. 
В 1940 году защитил кандидатскую диссертацию на тему: «Некоторые задачи и приложения теории потенциала» в Днепропетровском университете.
Во время войны Леонов работал на вертолётном заводе руководителем группы конструкторского бюро.
С 1946 года по 1961 год — руководитель отдела прикладной теории упругости и пластичности Института машиноведения Академии наук Украинской ССР.
В 1949 году защищает докторскую диссертацию на тему: «Элементы теории квазигармонических колебаний» в Институте механики АН Украинской ССР.
С 1961 года — академик Академии наук Киргизии.

## Научная деятельность
Основные работы относятся к следующим областям:
- Теория упругости (контактные задачи)
- Механика разрушения (модель хрупкой трещины Леонова — Дагдейла)
- Теория пластичности (развитие теории пластичности, основанной на концепции скольжения)
- Теория устойчивости («парадокс» дестабилизации внешнего трения в неконсервативных задачах, устойчивость неупругих систем)
- Теория колебаний (параметрические колебания)

Опубликовал свыше 200 научных статей и три монографии. Большой вклад внёс в теорию квазигармонических колебаний, теорию хрупкого разрушения.

## Избранные работы
1. Механика деформаций и разрушения. Физико-математические основы теории. Издательство «Илим»,Фрунзе, 1981
2. Прочность и устойчивость механических систем. (Актуальные задачи нелинейной механики). Издательство «Илим»,Фрунзе, 1987
3. Конструктивная механика. Современный курс сопротивления материалов и простейших конструкций. Издательство «Илим»,Фрунзе, 1991.
4. Элементы теории хрупкого разрушения. Журнал прикладной механики и технической физики,1961,№ 3.
5. О влиянии трения на критическую нагрузку сжатого стержня. Доклады Академии Наук СССР, том 145,№ 2, 1962. (Совместно с Зорий Л. М.)
6. Сложная плоская деформация. Доклады Академии Наук СССР,1964,том 159,№ 2. (Совместно с Швайко Н. Ю.)
7. Аналитическое исследование эффекта Баушингера. В кн. Деформация неупругого тела,Фрунзе, 1970. (Совместно с Русинко К. Н.)
8. Сопротивление сдвигу пластических тел. Доклады Академии наук СССР,1981,том 259, № 4.
9. Структурные проедставления в механике упруго-пластических деформаций. Прикладная математика и механика, том 45, вып.5, 1981 (Совместно с Нисневичем Е. Б.)
10. Околокритическая деформация слабоискривленного стержня. Известия Академии Наук СССР. Механика Твердого Тела,№ 3,1984. (Совместно с Гольденшлюгер С. В.)